# Ruda Maleniecka
Ruda Maleniecka est un village de la voïvodie de Sainte-Croix et du powiat de Końskie. Il est le siège de la gmina de Ruda Maleniecka et comptait 610 habitants en 2006.